# Kaïnite
Ne doit pas être confondu avec Kaïnosite-(Y).
La kaïnite ou cénite est un corps minéral de formule brute KMg(SO4)Cl·3H2O. Cette dernière peut aussi s'écrire KCl.MgSO4.3 H2O, mettant en évidence la proportion stœchiométrique de chlorure de potassium (sylvine sans eau de structure) et de sulfate de magnésium hydraté. 
Ce minéral sédimentaire typique des formations par évaporation marine est abondant. Il est nullement déliquescent. Caractérisé par sa saveur salée et amère, il est très soluble dans l'eau. 
Facilement fusible, la kaïnite fond dans la flamme et colore cette flamme en orangé. En abondance dans les formations salines de Staßfurt, il y était utilisé comme engrais potassique et sources de sels potassiques pour l'industrie chimique.

## Cristallochimie

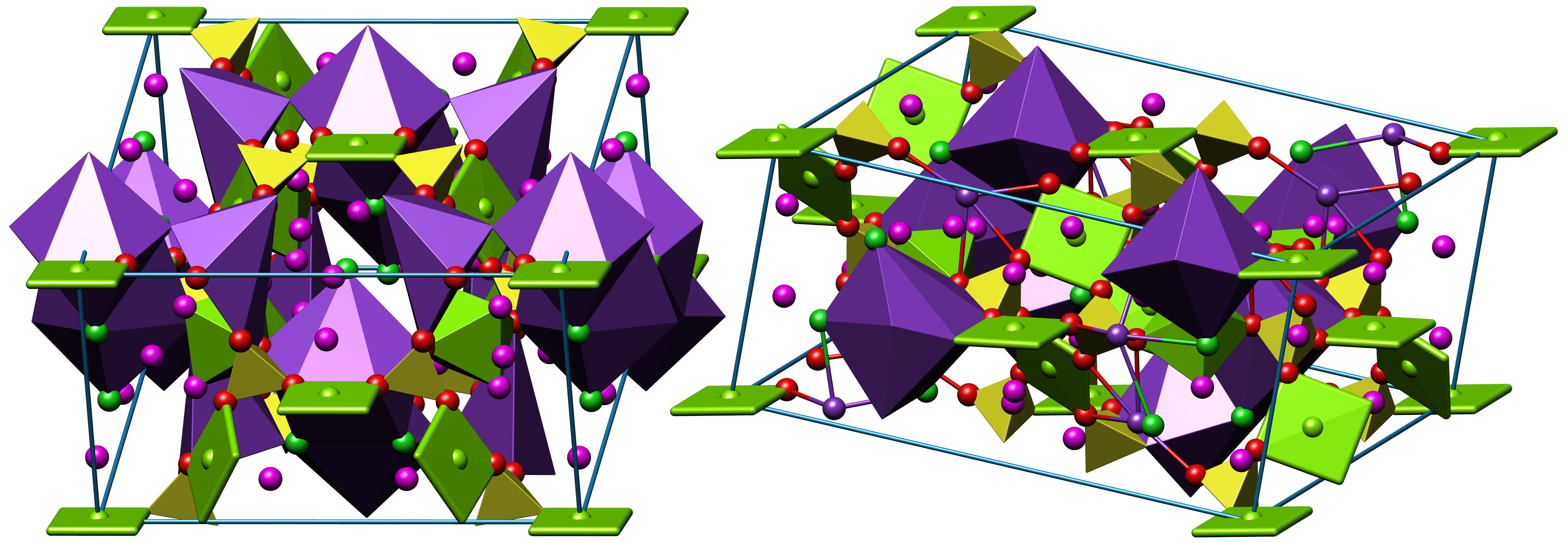
Maille cristalline délimité en bleu: K indigo, Mg vert clair, S vert olive, Cl vert jaunâtre, O rouge, eau magenta...

C'est un cristal de maille monoclinique du groupe de symétrie 2/m, de densité 2,1, de dureté 3. Avec son éclat vitreux, parfois terreux, ce minéral peu dur, léger et fragile, est typique des roches évaporites marines. Les cristaux sont tabulaires pseudorhombiques.
La kaïnite se forme souvent en masses grenues ou granulaires assez irrégulières, et même d'épaisses formations rocheuses. La présence d'oxyde de fer la colore alors en jaune et en rouge, d'où les teintes jaunâtres ou rougeâtre de la roche.
Après dissolution dans l'eau chaude, la recristallisation donne la schönite. 
La roche, en masse grise, parfois bleue, violette, ou le plus souvent rougeâtre et jaunâtre, est souvent en alternance avec d'autres masse de sels alcalins, potassiques ou magnésiens.
On trouve d'exceptionnels cristaux aplatis, souvent tabulaires, à nombreuses faces, dans les cavités de dissolution saline.
Les très beaux cristaux de Wolfenbüttel ont une couleur intermédiaire entre bleu et violet.

## Dépôts d'évaporites marines
Dans les gisements sédimentaires de roches évaporites, elle représente un minéral secondaire formés par les derniers et ultimes dépôts chimiques d'évaporation : elle est associée à la halite ou sel gemme, au gypse ou à l'anhydrite, mais aussi à la sylvite, la kiesérite, la carnallite, la polyhalite, la boracite et la hilgardite, en particulier dans la partie haute des gisements de Staßfurt en Saxe-Anhalt, exploitée industriellement dès les années 1860.
La kaïnite est aussi abondante dans les mines salines à Hallstadt en Autriche, à Saratov en Ukraine, à Kalusz en Pologne, comme dans le bassin permien au Nouveau-Mexique.

## Usages
Elle permet de fabriquer des engrais potassiques à 12 % K2O, elle constitue par ses saumures une source de sels potassiques, et au-delà de potassium et parfois de magnésium.

## Origine
Kainit est le mot originel allemand proposé en 1865 par le minéralogiste C.F. Zincken pour désigner les masses minérales de Staßfurt dont il estime qu'elles sont issues d'une minéralisation secondaire, donc plus récentes que les couches classiques d'évaporites marines.
La terminologie est admise en 1868 par la communauté scientifique, générant ainsi l'anglais kainite et le français kaïnite. L'étymon provient du grec scientifique kainos, signifiant "récent, nouveau" que l'on retrouve en français par exemple dans le préfixe de Cénozoïque. C'est pourquoi les minéralogistes français l'appelaient aussi cénite.